# Cryptoascus
Cryptoascus — рід грибів. Назва вперше опублікована 1909 року.

## Класифікація
До роду Cryptoascus відносять 2 види:
- Cryptoascus graminis
- Cryptoascus oligosporus